# Rajhrad
Rajhrad (in tedesco Groß Raigern) è una città della Repubblica Ceca facente parte del distretto di Brno-venkov, in Moravia Meridionale.